# Ніноцмінда
Ніноцмі́нда (груз. ნინოწმინდა, вірм. Նինոծմինդա; до 1991 р. Богда́нівка) — місто в Ахалцихському муніципалітеті, мхаре Самцхе-Джавахеті, південна Грузія. Адміністративний центр Ніноцміндійського муніципалітету. 

## Географія
Знаходиться поруч з озером Ханчалі, за 91 км від залізничної станції Грузинської залізниці Ахалцихе. 

## Клімат
| Кліматограма Ніноцмінди                                                                                                   | Кліматограма Ніноцмінди | Кліматограма Ніноцмінди | Кліматограма Ніноцмінди | Кліматограма Ніноцмінди | Кліматограма Ніноцмінди | Кліматограма Ніноцмінди | Кліматограма Ніноцмінди | Кліматограма Ніноцмінди | Кліматограма Ніноцмінди | Кліматограма Ніноцмінди | Кліматограма Ніноцмінди |
| --- | ----------------------- | ----------------------- | ----------------------- | ----------------------- | ----------------------- | ----------------------- | ----------------------- | ----------------------- | ----------------------- | ----------------------- | ----------------------- |
| С | Л                       | Б                       | К                       | Т                       | Ч                       | Л                       | С                       | В                       | Ж                       | Л                       | Г                       |
| 40 −3 −11 | 45 −1 −10               | 80 3 −7                 | 120 8 −2                | 151 14 3                | 129 18 7                | 91 20 10                | 79 21 11                | 63 17 7                 | 69 12 3                 | 51 4 −4                 | 42 −1 −9                |
| Середня макс. і мін. температури повітря (°C) Атмосферні опади (мм), за рік : 960 мм. Джерело: «Climate-Data.org» (англ.) |                         |                         |                         |                         |                         |                         |                         |                         |                         |                         |                         |

## Історія
Засновано як село Богданівка переселенцями з Росії духоборами. Статус міста отримало у 1983 році.

## Населення
Чисельність  населення міста, станом на 2022 рік, налічує 4 323 мешканців, в основному вірмени. 
| Рік  | Чисельність | Чисельність |
| ---- | ----------- | ----------- |
| 1939 | 964         | [ 1 ]       |
| 1959 | 1658        | [ 1 ]       |
| 1970 | 2824        | [ 1 ]       |
| 1979 | 3826        | [ 1 ]       |

| Рік  | Чисельність | Чисельність |
| ---- | ----------- | ----------- |
| 1989 | 7285        | [ 1 ]       |
| 2002 | 6287        | [ 1 ]       |
| 2014 | 5144        |             |
| 2016 | 4985        | [ 1 ]       |

| Рік  | Чисельність | Чисельність |
| ---- | ----------- | ----------- |
| 2017 | 4880        | [ 1 ]       |
| 2018 | 4776        | [ 1 ]       |
| 2019 | 4636        | [ 1 ]       |
| 2020 | 4525        | [ 1 ]       |

| Рік  | Чисельність | Чисельність |
| ---- | ----------- | ----------- |
| 2021 | 4470        | [ 1 ]       |
| 2022 | 4323        | [ 1 ]       |
| 2023 | 4242        | [ 2 ]       |

| Рік  | Чисельність | Чисельність |
| ---- | ----------- | ----------- |
| 1939 | 964         | [ 1 ]       |
| 1959 | 1658        | [ 1 ]       |
| 1970 | 2824        | [ 1 ]       |
| 1979 | 3826        | [ 1 ]       |

| Рік  | Чисельність | Чисельність |
| ---- | ----------- | ----------- |
| 1989 | 7285        | [ 1 ]       |
| 2002 | 6287        | [ 1 ]       |
| 2014 | 5144        |             |
| 2016 | 4985        | [ 1 ]       |

| Рік  | Чисельність | Чисельність |
| ---- | ----------- | ----------- |
| 2017 | 4880        | [ 1 ]       |
| 2018 | 4776        | [ 1 ]       |
| 2019 | 4636        | [ 1 ]       |
| 2020 | 4525        | [ 1 ]       |

| Рік  | Чисельність | Чисельність |
| ---- | ----------- | ----------- |
| 2021 | 4470        | [ 1 ]       |
| 2022 | 4323        | [ 1 ]       |
| 2023 | 4242        | [ 2 ]       |

## Економіка
Сиромаслоробний завод, швейна фабрика.

## Пам'ятки
Збереглися руїни великої кам'яної церкви (середина VI століття).

## Світлини

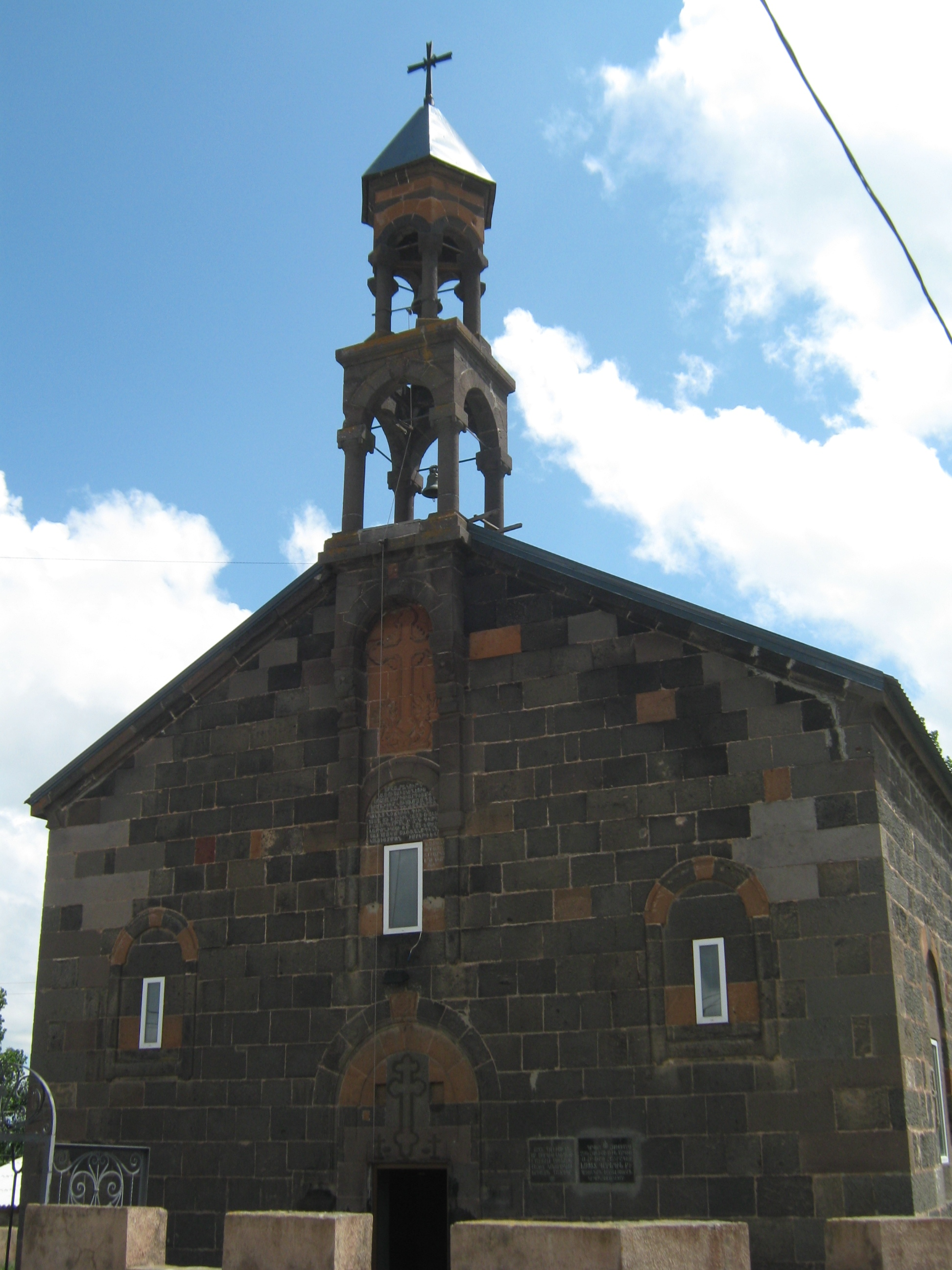
церква Ходжабеґа
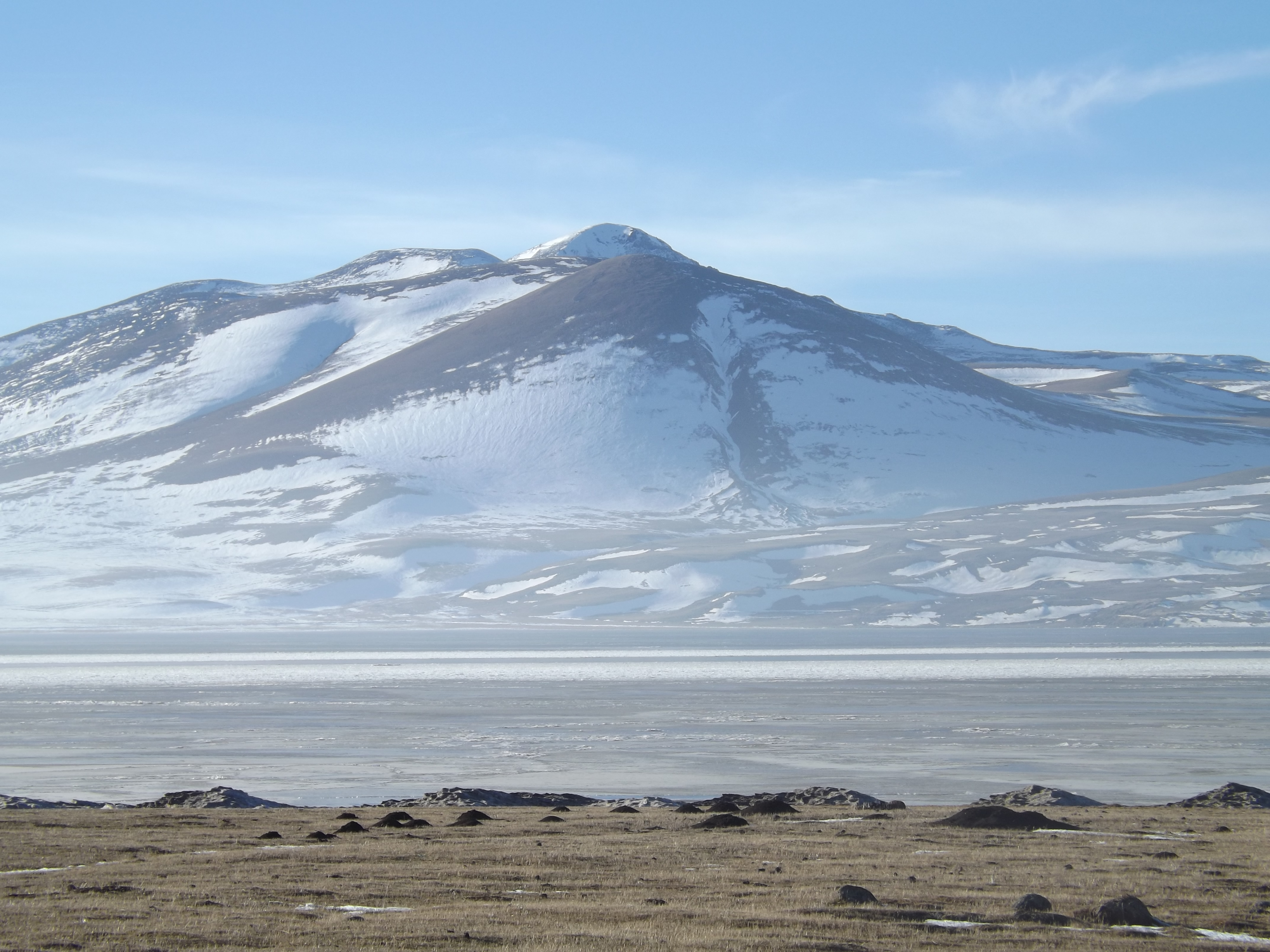
озеро Ахмаз
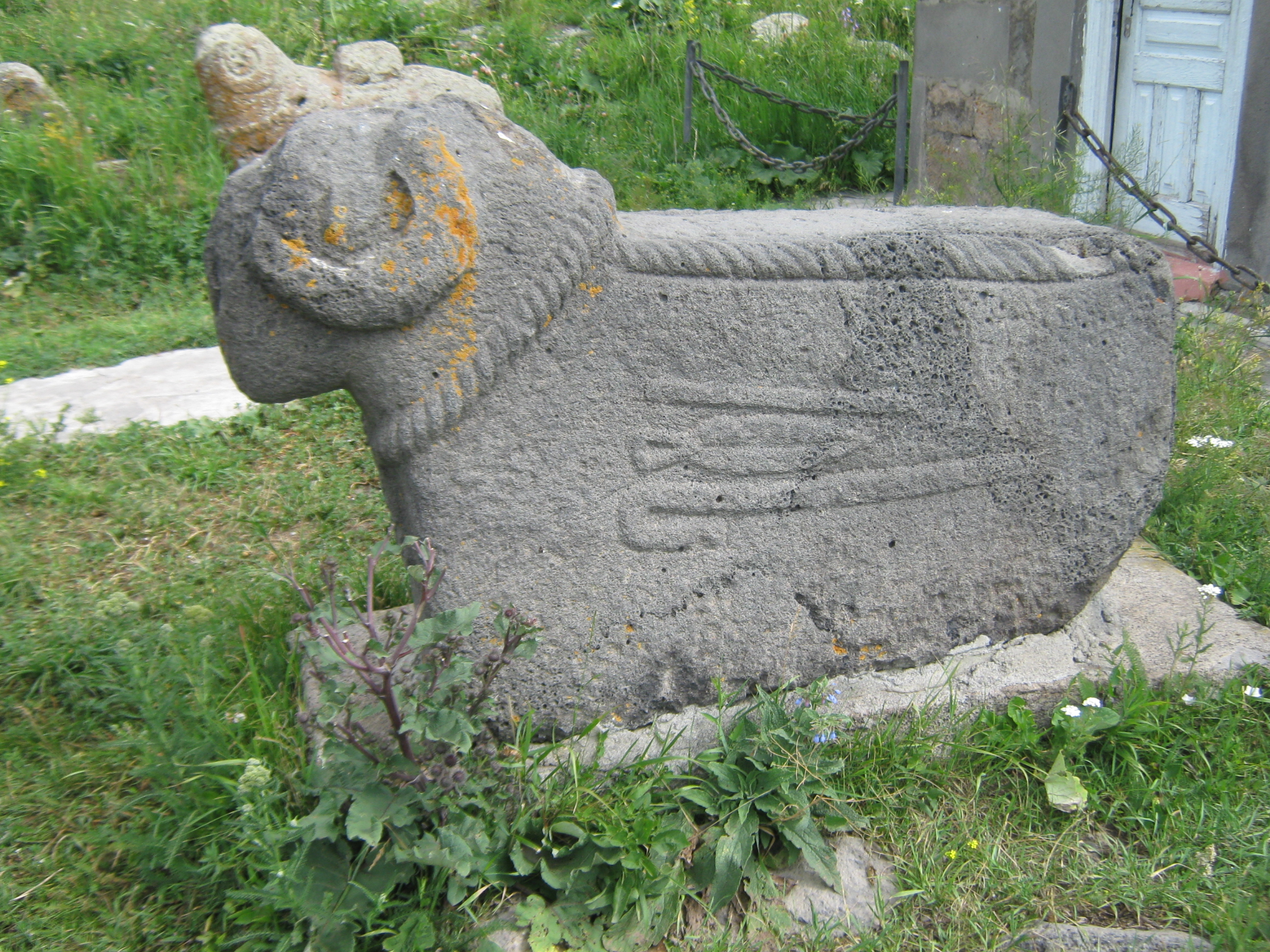
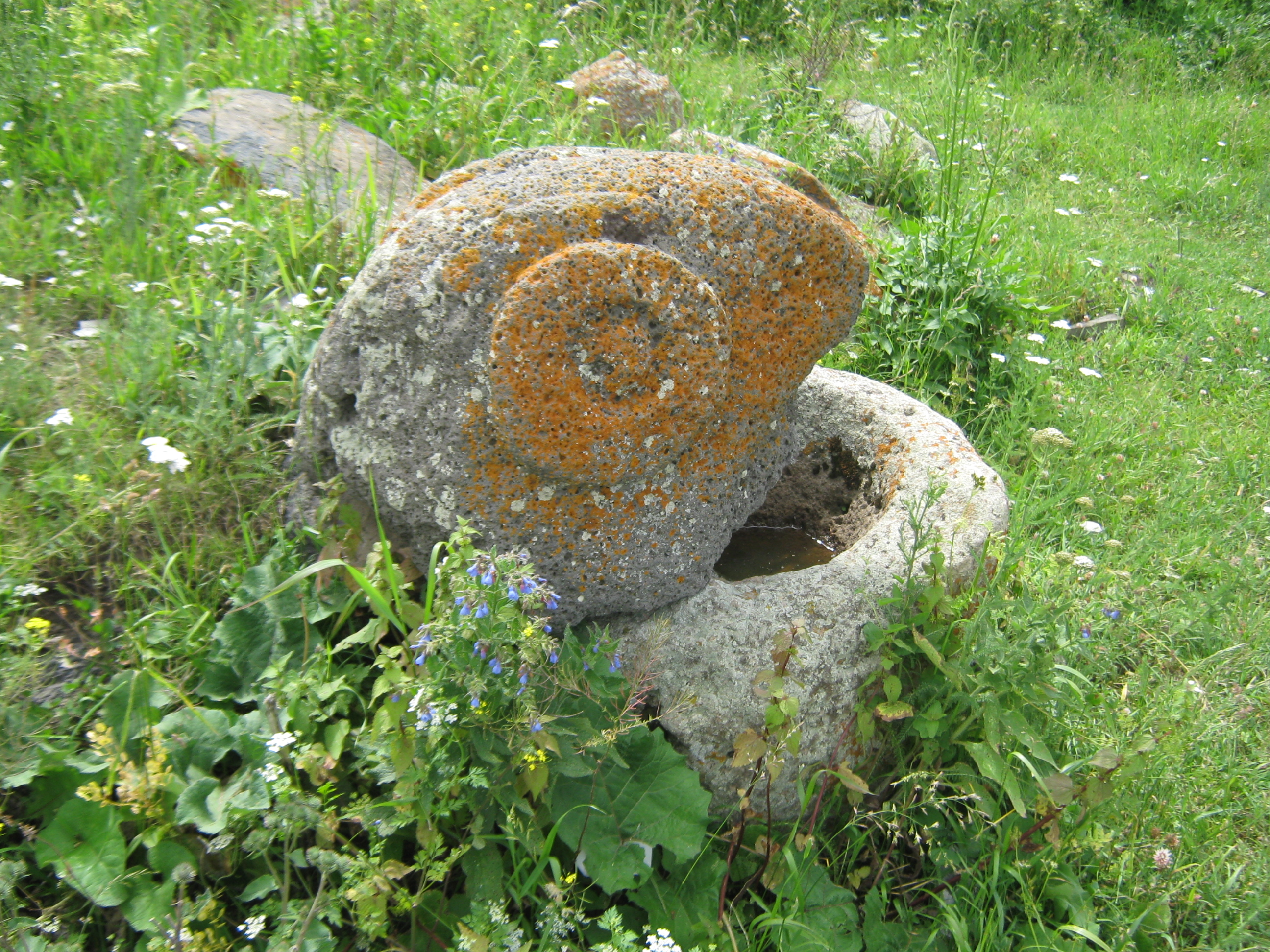
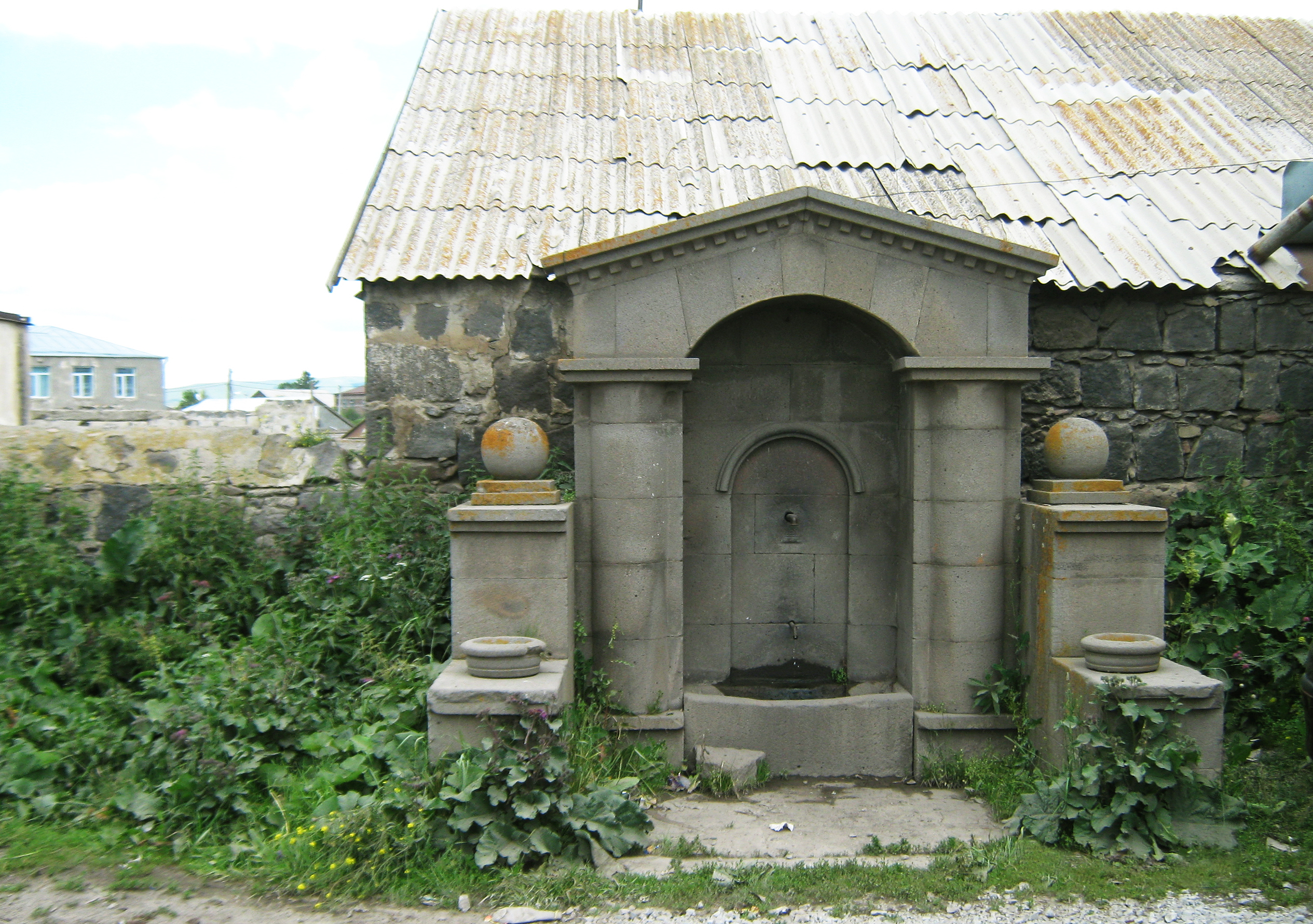
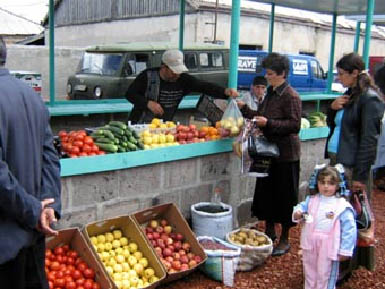
міський ринок